# W pajęczynie życia
W pajęczynie życia (ang. A Tangled Web, 1931, znane również jako Dzban ciotki Becky) – powieść Lucy Maud Montgomery, skierowana do nieco bardziej dojrzałych odbiorców, niż czytelniczki cyklów o Ani, czy Emilce.
Historia pewnej rodziny, której życie diametralnie zmienia pojawienie się tajemniczego testamentu.